# Jens Bülte
Jens Michael Bülte (* 1976 in Mönchengladbach) ist ein deutscher Jurist und Hochschullehrer an der Universität Mannheim.

## Leben
Nach seinem Abitur 1995 am St. Wolfhelm-Gymnasium in Schwalmtal und dem anschließenden Zivildienst begann Bülte zum Wintersemester 1996/97 ein Studium der Rechtswissenschaften an der Universität Trier. Dieses schloss er 2001 mit dem Ersten Juristischen Staatsexamen ab. Nach dem Referendariat in Trier, Düsseldorf und Viersen legte Bülte 2004 sein Zweites Staatsexamen ab. 
Ab 2005 arbeitete Bülte als Staatsanwalt in Aachen. 2006 wurde er als Rechtsanwalt in Düsseldorf zugelassen. Im Mai 2007 schloss Bülte bei Volker Krey in Trier seine Promotion zum Dr. iur. ab. Anschließend arbeitete er als wissenschaftlicher Mitarbeiter bei Gerhard Dannecker an der Universität Heidelberg, wo er sich seiner Habilitation widmete. Diese schloss er im Oktober 2012 ab und erhielt die venia legendi für die Fächer Strafrecht, Strafprozessrecht, Europäisches- und Internationales Strafrecht und Wirtschaftsstrafrecht. Im Wintersemester 2012/13 vertrat er in Heidelberg den Lehrstuhl des emeritierten Thomas Hillenkamp, im Jahr 2013 folgte eine Lehrstuhlvertretung an der Universität Mannheim. Seit Februar 2014 ist er dort ordentlicher Professor und hat den Lehrstuhl für Strafrecht, Strafprozessrecht und Wirtschaftsstrafrecht inne.

## Schriften (Auswahl)
- Die Geldwäschegesetzgebung als Ermächtigungsgrundlage für den Informationsaustausch zwischen den Steuerbehörden und den Strafverfolgungsorganen – Zugleich eine verfassungsrechtliche Betrachtung der §§ 30 IV, 370a AO, 261 StGB, 10, 11 GwG. Peter Lang, Frankfurt am Main 2007, ISBN 978-3-631-56163-8. (Dissertation)
- Vorgesetztenverantwortlichkeit im Strafrecht. Nomos, Baden-Baden 2015, ISBN 978-3-8487-1794-1. (Habilitationsschrift)
- Joachim Bohnert & Jens Bülte: Ordnungswidrigkeitenrecht. 5. Auflage. C.H. Beck, München 2016, ISBN 978-3-406-68942-0.

Zudem ist Bülte Mitherausgeber der Neuen Zeitschrift für Wirtschafts-, Steuer- und Unternehmensstrafrecht (NZWiSt).